# Westland Wizard
El Westland Wizard va ser el primer intent de la britànica Westland Aircraft de produir un caça monoplà. El projecte va ser finançat de manera privada i el disseny del prototip es va fer en les estones lliures dels enginyers de la companyia. Tot això va passar l'any 1926 amb l'objectiu principal posat en les prestacions d'alta velocitat.

## Disseny i desenvolupament
El desenvolupament de l'aeronau més tard coneguda com Westland Wizard va començar el 1925, quan alguns dels enginyers de la companyia van traçar, en el seu temps lliure, el disseny d'un avió monoplaça de carreres, el Westland Racer. Era un monoplà en para-sol, de construcció mixta, amb un fuselatge davanter de duralumini i tub d'acer recobert amb metall i tela, un fuselatge posterior de fusta i tela, i una ala de fusta. El Westland Widgeon, també un monoplà, havia influït en els dissenyadors en la seva elecció de la disposició alar. Després de rebre permís dels responsables de Westland, es va construir un prototip, propulsat per un motor excedent Rolls-Royce Falcon III de 205 kW (275 hp), recuperat del prototip del transport Westland Limousine, després que acabés desballestat en un accident durant un transport.
El Racer va fer el seu primer vol la primavera de 1926. Tot i això, més tard el mateix any, va resultar molt danyat en un aterratge d'emergència a la fàbrica de Westland a Yeovil. Es va decidir reconstruir l'avió com un caça, amb un nou fuselatge totalment metàl·lic. El Falcon va ser reemplaçat per un dels nous F.IX de Rolls-Royce (coneguts més tard com a motors Kestrel), donant 366 kW (490 hp) amb un musell més aerodinàmic, mentre que es van muntar dues metralladores Vickers semi-externament en els laterals del fuselatge. Va mantenir l'ala de fusta en para-sol del Racer, que estava muntada prop del fuselatge sobre pilones en tàndem a l'eix central del fuselatge. El tren d'aterratge era del model de roda de cua, al mateix temps que la gruixuda secció alar permetia que els dipòsits de combustible de l'avió estiguessin incrustats a l'ala, estalviant espai en el fuselatge, mantenint una baixa resistència alar, i també permetent l'alimentació per gravetat del motor i reduint el perill d'incendi. La cabina estava més o menys en línia amb la vora de fugida de l'ala. El seient estava a una altura en què els ulls del pilot estaven gairebé al nivell de l'ala. Això li permetia veure tant per damunt com per sota d'ella. L'altura del seient era ajustable al terra, i la barra del timó podia ser ajustada en dues posicions per a adaptar-se a diferents pilots.
El reconstruït avió, ara conegut com Wizard, va volar al novembre de 1927.
El Wizard era ràpid i tenia unes impressionants prestacions d'ascens, i va ser provat per l'Establiment Experimental d'Aeronaus i Armament (A&AEE) a la base aèria de la RAF de Martlesham Heath des de finals de gener de 1928. Encara que els pilots de proves de l'A&AEE van lloar les prestacions del Wizard, van criticar la visibilitat frontal del pilot i van considerar les càrregues de control dels alerons com massa pesades. Durant l'estiu de 1928, el Wizard va realitzar la seva primera aparició en públic en l'Exhibició de la Real Força Aèria a Hendon, entre altres recents caces monoplaces. El Wizard va atreure molta atenció, principalment a causa de les seves línies netes i a la seva aparença en general atractiva, així com per la seva inusual disposició (els dissenys de monoplans en para-sol no havien entrat en servei amb la Real Força Aèria des dels dies de la Primera Guerra Mundial, quan va ser utilitzada una quantitat d'aparells Morane-Saulnier. Des de llavors, la RAF havia fet servir biplans o, com a molt, sesquiplans per als seus caces).
El Ministeri de l'Aire va mantenir l'interès en el Wizard i va concedir a Westland un contracte per a desenvolupar-lo. Va ser equipat amb una nova ala totalment metàl·lica d'envergadura augmentada i corda reduïda. Per millorar la visibilitat del pilot, l'ala va ser equipada amb una secció central més prima i estava muntada sobre uns suports de cabana més convencionals. Disposava de nous alerons encastats. El motor també va ser reemplaçat per un Rolls-Royce F.XIS sobrealimentat de 373 kW (500 hp). En aquesta forma va ser conegut com Wizard II.
El Wizard II tenia prestacions inferiors a la versió anterior i no va impressionar prou al Ministeri de l'Aire com per anul·lar la seva duradora preferència pels caces biplà.

## Variants
Racer
Prototip d'avió de carreres amb motor Rolls-Royce Falcon III, un de construït.
Wizard
Racer reconstruït com a caça amb motor Rolls-Royce F.XI, un de modificat.
Wizard II
Wizard modificat amb motor sobrealimentat Rolls-Royce F.XIS, un de modificat.